# 聖ニニアンの島
聖ニニアンの島 (St Ninian's Isle) は、イギリス最大の陸繋砂州（トンボロ）でスコットランド シェトランド本島の南西の海岸と繋がっている、小さな陸繋島である。
陸繋砂州は全長500メートル、古ノルド語の「じゃりの岸」に由来する名称である「エア」 (ayre) として地元では知られている。夏の間、陸繋砂州は海面の上にあり、島へ歩いて渡ることができる。冬の間は強くなった波の力が砂を海岸から除いてしまい、満潮時には潮汐サイクル全体で砂州が海面の下に沈み、次の春になって砂が戻ってくる。そのため、聖ニニアンの島は、定義づけ次第で島にも半島にも分類される。
本島へ渡った先には最寄りの集落である Bigton がある。中世前期の重要な金属工芸品（主に銀製）である「聖ニニアンの島の宝物」(St Ninian's Isle Treasure) が1958年に教会の床下から発見された。ツノメドリを含むたくさんの海鳥が島を訪れており、いくつかの種が営巣地としている。
行政教区 (Civil parishes in Scotland) 上は、シェトランド本島南部ダンロスネス (Dunrossness) の一部となっている。

## 歴史
その名が示す通り、北部諸島やヘブリディーズ諸島、フェロー諸島の他の島がクルデ（Culdee、8-10世紀ごろのアイルランドやスコットランドの修道会士）やパパ（papar、ヴァイキング時代のアイルランドの修道士）とつながっていることと同様に、島は教会と関係を持っている。しかしながら、島の歴史はキリスト教よりずっと古く、新石器時代の墓石が礼拝堂の壁の内部に見られる（以前は床下にあった）。
陸繋砂州の終端近くにある12世紀の礼拝堂の遺構は、シェトランドの守護聖人でもあり、近くのオークニー諸島で広く信仰されるガロウェイ (Galloway) の聖人ニニアンに捧げられている。
島の最後の定住者であったヘンリー・リースク (Henry Leask) の一家は、1796年に島を離れた。

## 聖ニニアンの島の宝物
「聖ニニアンの島の宝物」(St Ninian's Isle Treasure)は1958年7月4日、当時15歳の地元の学生ダグラス・クーツ (Douglas Coutts)によって、教会の床にあった十字のついた石板の下から発見された。クーツは発掘を行うため、訪れたアバディーン大学のアンドリュー・オデル (Andrew O'Dell) 教授率いる考古学者たちを援助した。発見された銀製のボウル、宝飾品、その他の品々は、およそ西暦800年にまで遡るものと考えられている。
これらはヴァイキングの襲来から隠すために埋められたものと考えられた。なお、ノース人到来以前の礼拝堂の遺構も発見されており、クルデとの関係を示す可能性も考えられる。

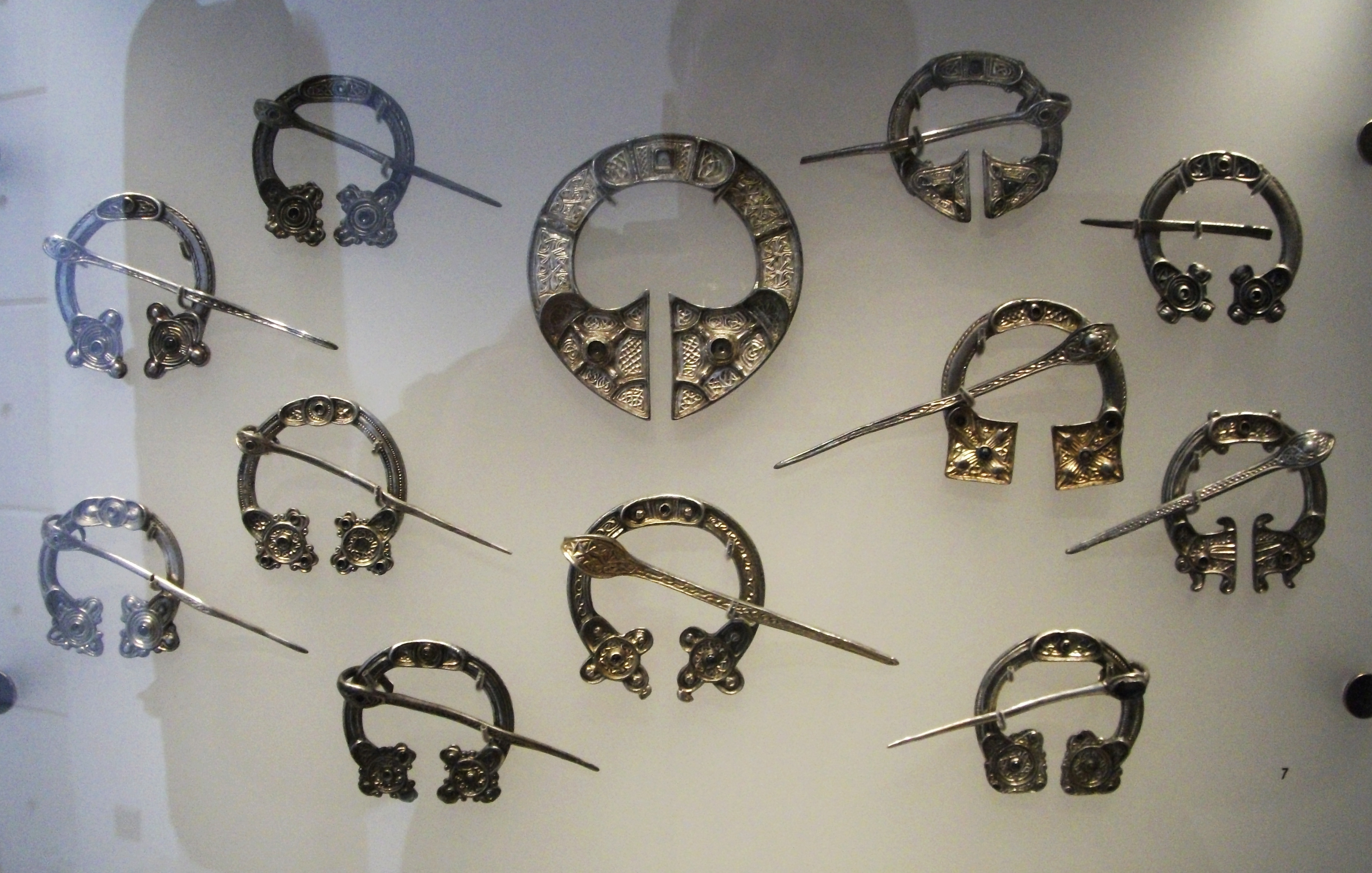
準環状のブローチ (en:pennanular brooch)
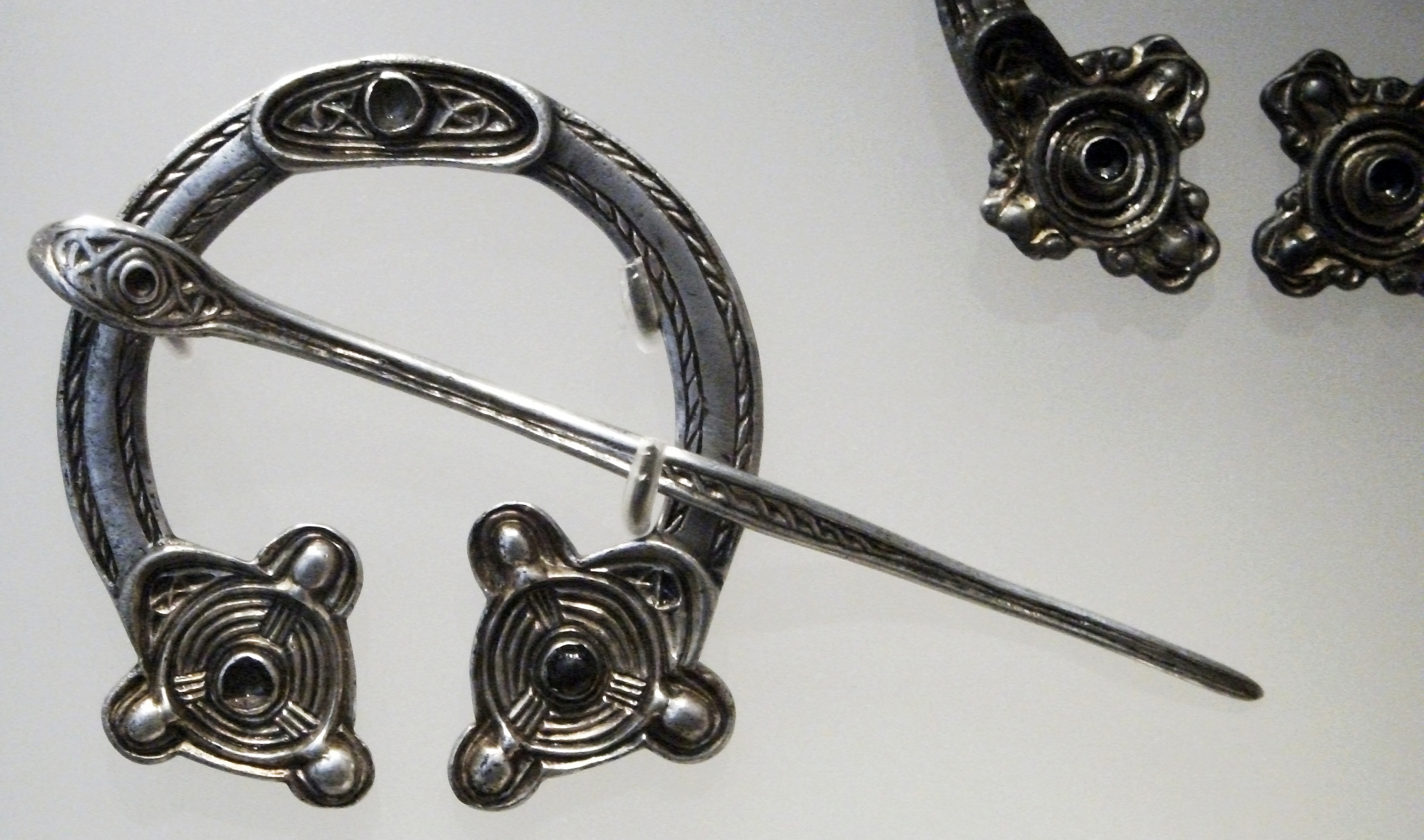
準環状のブローチ
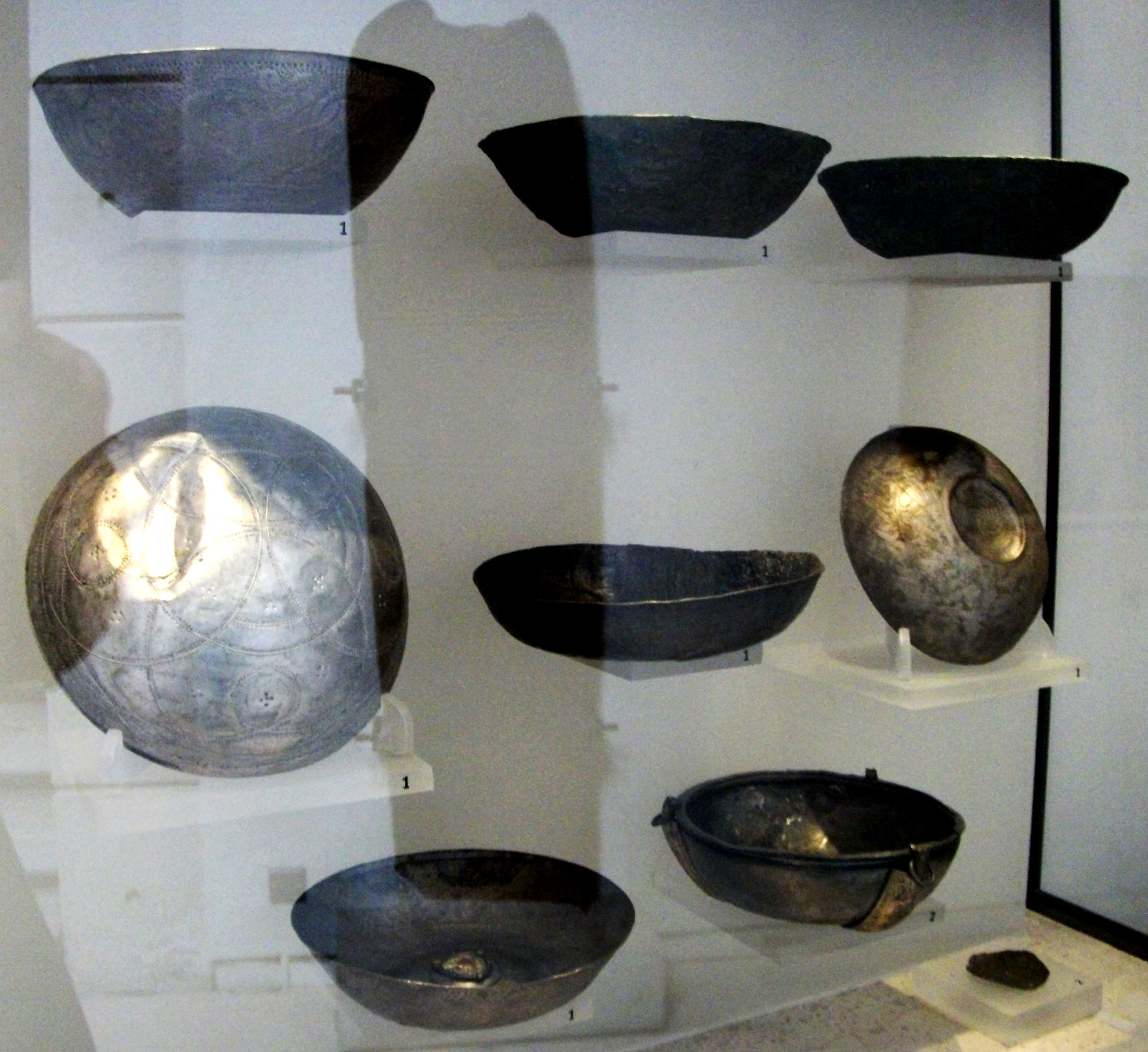
ボウル (Bowls)
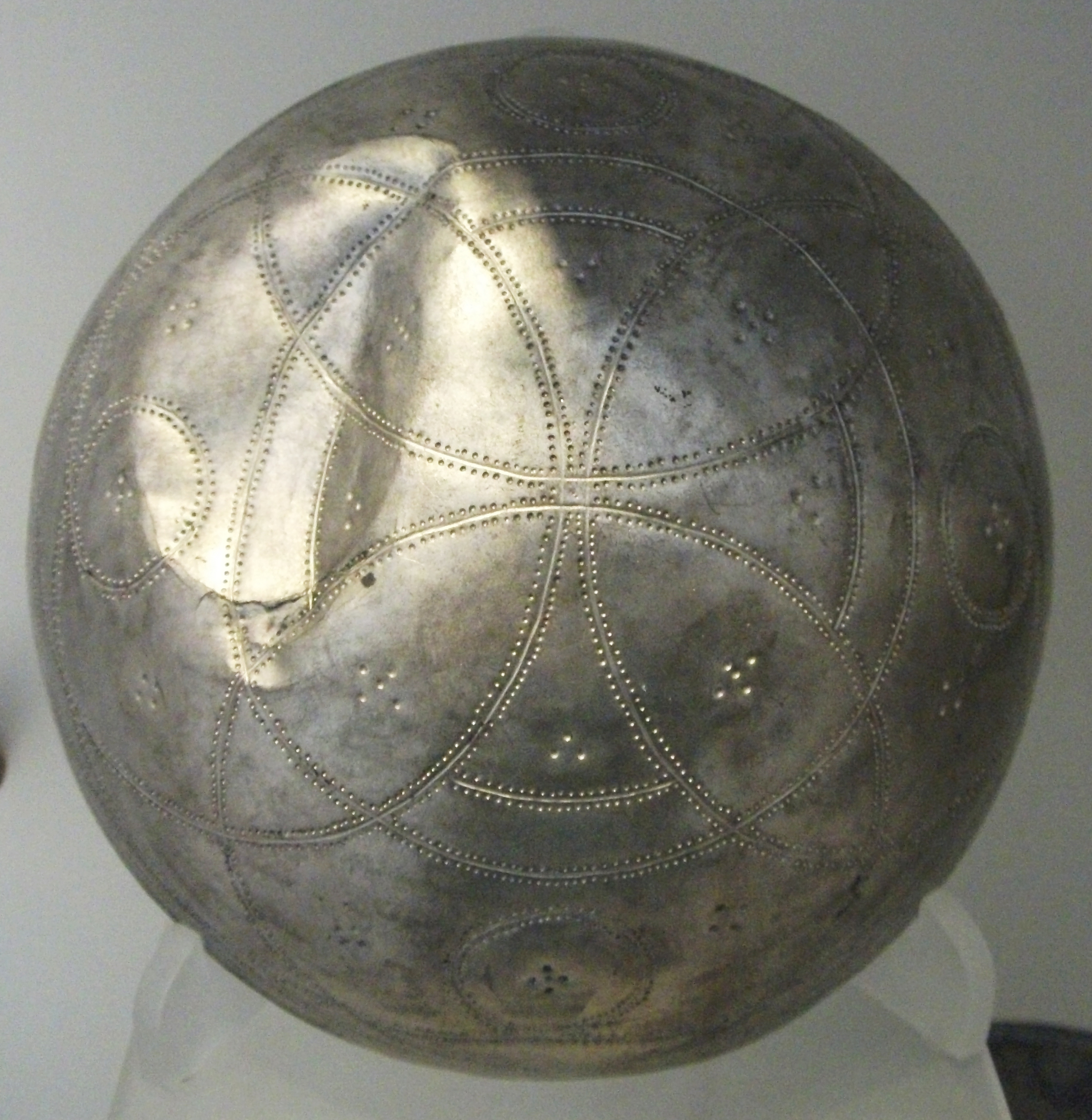
ボウル
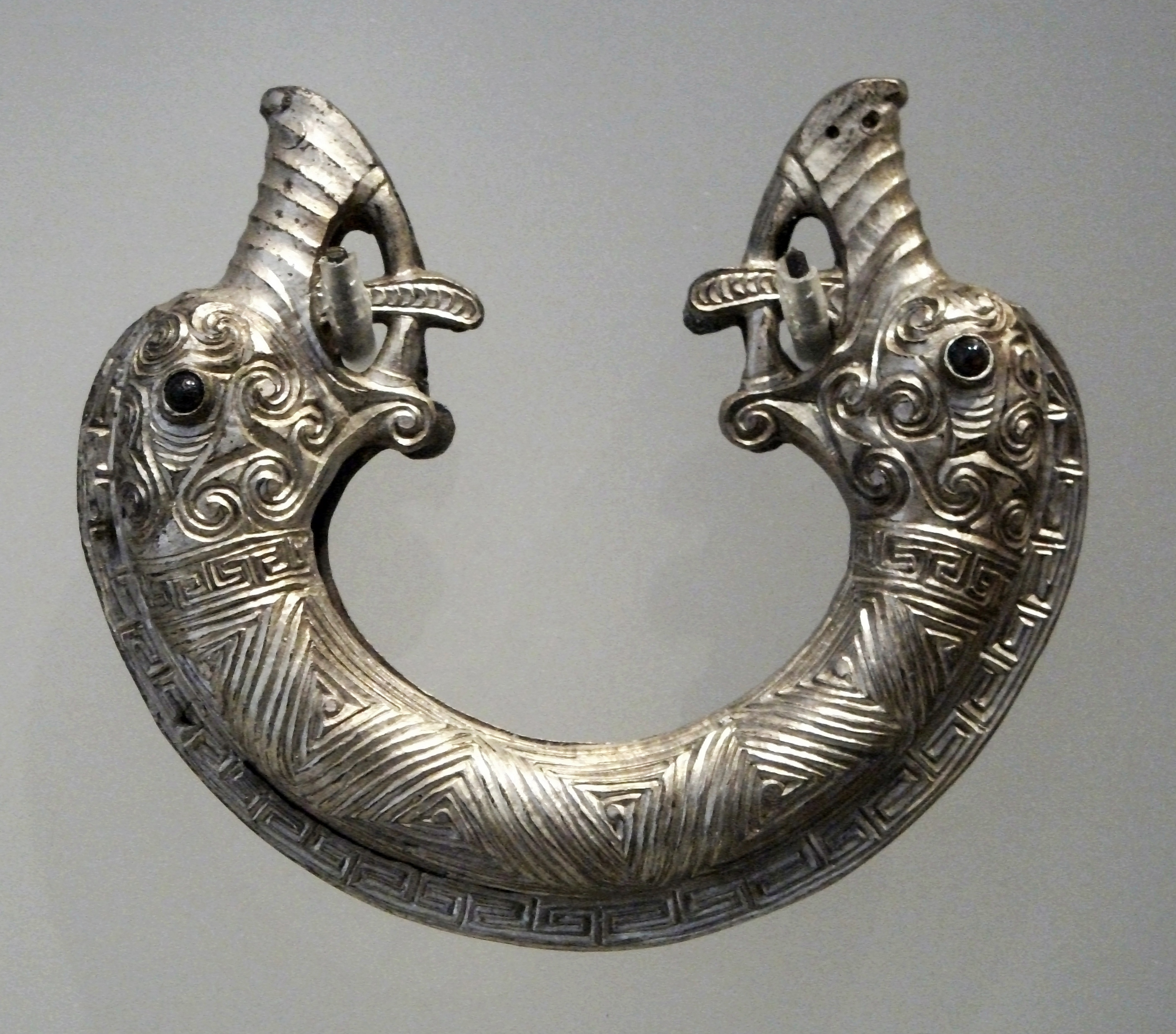
鐺（こじり (en:Chape) 。刀剣を収める鞘の先端の装飾品）
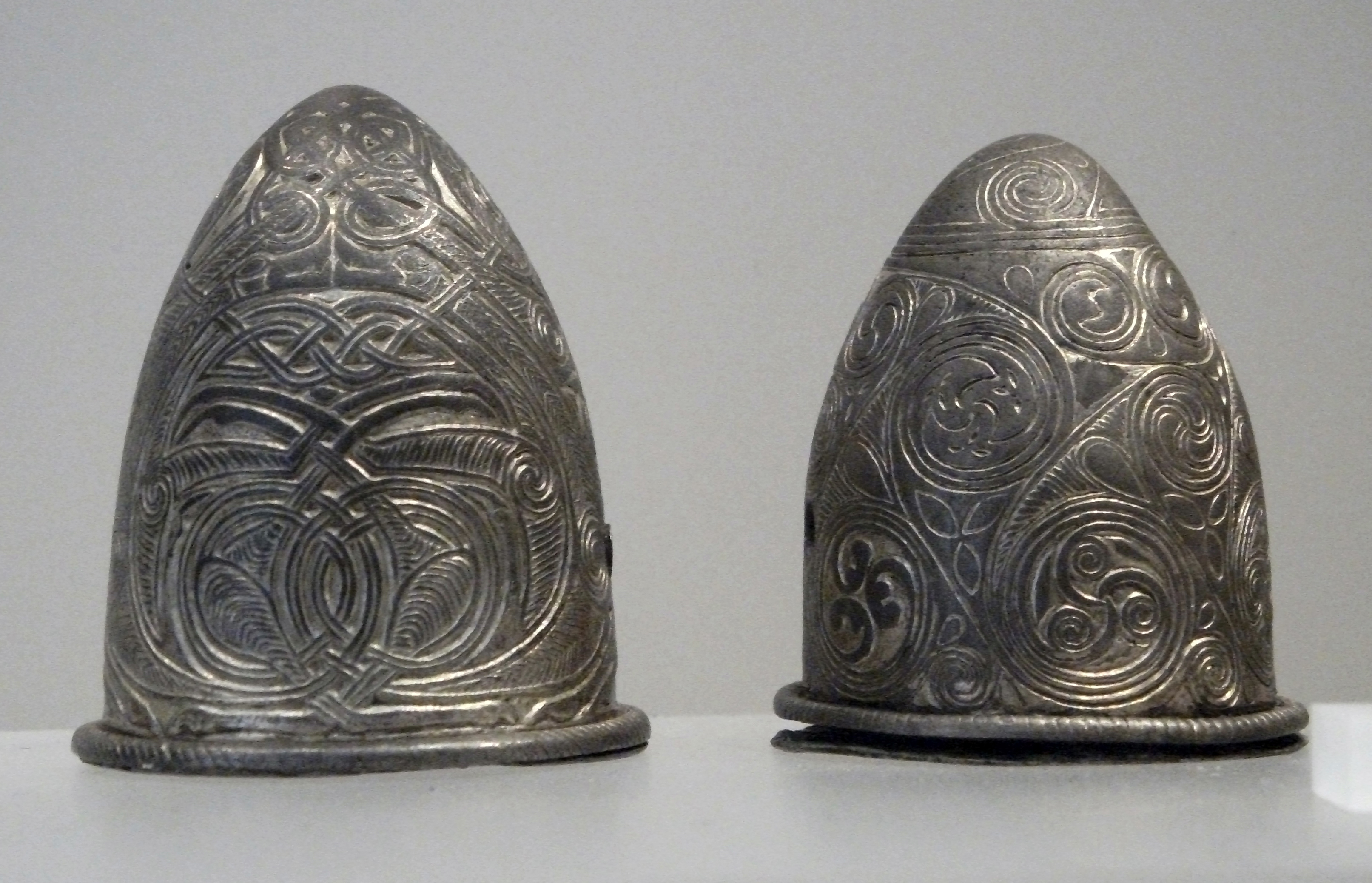
Mounts
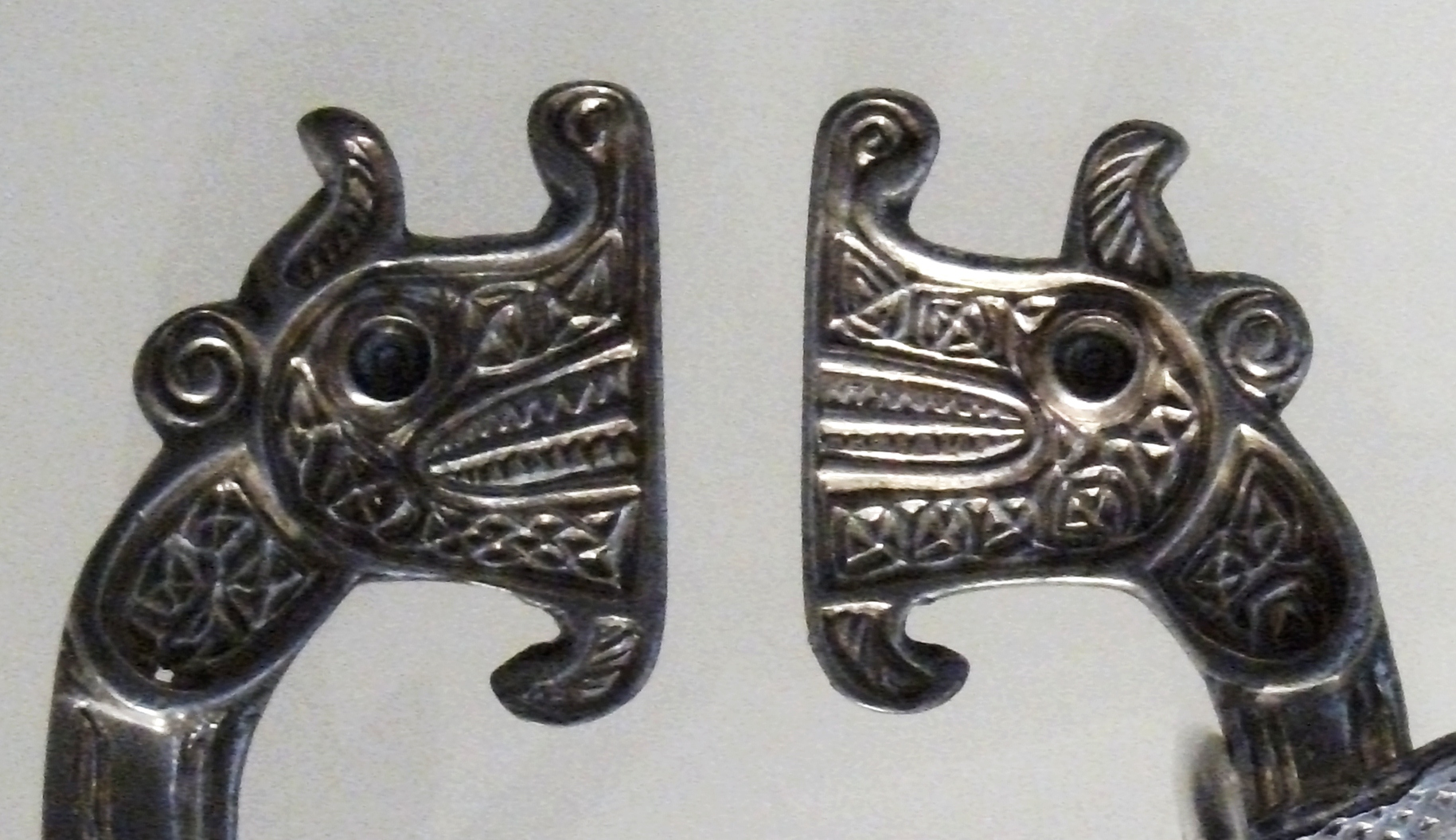
ブローチの末端部分